# Whataburger
Whataburger је ресторан брзе хране који специфично прави хамбургере. Основан је 1950. године у граду Корпус Кристи у Тексасу.